# Отборочный турнир в олимпийскую сборную США по лёгкой атлетике 1968 — прыжки в длину (мужчины)
| Вид соревнований | Отборочный турнир в олимпийскую сборную США по лёгкой атлетике |
| Место проведения | Эхо-Саммит                                                     |
| Дисциплина       | Прыжки в длину среди мужчин                                    |
| Квалификация     | 13.09.1968                                                     |
| Финал            | 14.09.1968                                                     |
| Число участников | 9                                                              |

## История
Олимпийские игры 1968 года проводились необычно поздно — в середине октября. Между чемпионатом США по лёгкой атлетике, который традиционно проводится в июне и является олимпийским отборочным турниром, и стартами Олимпиады возникал значительный разрыв — около четырёх месяцев, что не позволяло обеспечить эффективный отбор участников, находящихся накануне главного старта года в пике своей спортивной формы. Чтобы решить эту проблему, было решено провести отборочный турнир в два этапа. Первый этап (полуфинальный отборочный турнир) прошёл в Лос-Анджелесе 29-30 июня и отличался неопределённым статусом, плохой организацией, конфликтами между спортсменами, спортивным руководством и прессой. Как следствие, результаты соревнований оказались невысокими. Основной отборочный турнир прошёл в Эхо-Саммит 6—16 сентября в условиях, максимально приближённых к высокогорному Мехико. Эти соревнования давали окончательную олимпийскую путёвку и отличались напряжённой борьбой и результатами мирового уровня.
Чтобы максимально приблизить отборочный турнир к условиям Олимпиады, соревнования проводились в соответствии с регламентом, который ожидался в Мехико. Так, в прыжках в длину (участвовало 9 человек) в день накануне финала были проведены предварительные классификационные соревнования, хотя при числе участников 12 и менее предварительный тур обычно не проводится. Поскольку квалификационный норматив был не очень напряжённым (24 фута или 7,32 м), все девять участников квалификации вышли в финал.
В финале Бимон в первой же попытке прыгнул на 8,39 м, что на 4 см превышало мировой рекорд, однако скорость попутного ветра в момент прыжка составляла 3,2 м/с, поэтому результат на был зафиксирован в качестве рекорда. Бостон ответил прыжком на 8,29 м при скорости попутного ветра 5,0 м/с. Во второй попытке у Бостона был заступ, а Бимон при скорости ветра в пределах нормы показал 8,25 м. После этого стало ясно, что никто не сможет вмешаться в спор двух лидеров, и они пропустили оставшиеся 4 попытки. 
За третью олимпийскую путёвку, как и в 1964 году, боролись два спортсмена — Чарльз Мейс и Фил Шинник. В первой попытке Мейс показал 7,97 м и шёл третьим, во второй Шинник прыгнул на 8,09 м и оттеснил соперника на четвёртое место, однако в четвёртой и пятой попытке Мейс прыгнул на 8,12 и 8,16 м и окончательно закрепился на третьей ступени. Эта маленькая победа в дальнейшем не принесла ему успеха на Олимпиаде  — в Мехико он сделал заступы в первых трёх попытках и выбыл из борьбы.

## Результаты соревнований

### Восьмёрка лучших
Эхо-Саммит, 13—14.09.1968
| № | Рез.  | Участник          | Клуб     |
| - | ----- | ----------------- | -------- |
| 1 | 8,39w | Бимон, Боб        | HS       |
| 2 | 8,26w | Бостон, Ральф     | Striders |
| 3 | 8,16w | Мэйс, Чарльзen    | GSB      |
| 4 | 8,09  | Шинник, Филen     | USAF     |
| 5 | 7,99  | Проктор, Джерриen | Redlands |
| 6 | 7,98  | Хопкинс, Гэйлen   | Unat     |
| 7 | 7,76  | Чифтон, Томen     | Knox TC  |
| 8 | 7,72  | Уитли, Стэнen     | Kansas   |

### Квалификационные соревнования
Эхо-Саммит, 13.09.1968
| № | Рез. | Участник          | Клуб     | Эл. |
| - | ---- | ----------------- | -------- | --- |
| 1 | 7,82 | Шинник, Филen     | USAF     | Q   |
| 2 | 7,79 | Проктор, Джерриen | Redlands | Q   |
| 3 | 7,77 | Хопкинс, Гэйлen   | Unat     | Q   |
| 4 | 7,62 | Бостон, Ральф     | Striders | Q   |
| 5 | 7,54 | Уитли, Стэнen     | Kansas   | Q   |
| 6 | 7,53 | Мэйс, Чарльзen    | GSB      | Q   |
| 7 | 7,52 | Бимон, Боб        | HS       | Q   |
| 8 | 7,49 | Миллер, Биллen    | Unat     | Q   |
| 9 | 7,40 | Чифтон, Томen     | Knox TC  | Q   |

### Финал
Эхо-Саммит, 14.09.1968
| № | Рез.  | Участник          | Клуб     | Попытки | Попытки | Попытки | Попытки | Попытки | Попытки |
| № | Рез.  | Участник          | Клуб     | 1       | 2       | 3       | 4       | 5       | 6       |
| - | ----- | ----------------- | -------- | ------- | ------- | ------- | ------- | ------- | ------- |
| 1 | 8,39w | Бимон, Боб        | HS       | 8,39w   | 8,25    | –       | –       | –       | –       |
| 2 | 8,26w | Бостон, Ральф     | Striders | 8,26w   | ×       | –       | –       | –       | –       |
| 3 | 8,16w | Мэйс, Чарльзen    | GSB      | 7,94w   | 7,68    | ×       | 8,12w   | 8,16w   | 7,84    |
| 4 | 8,09  | Шинник, Филen     | USAF     | 7,72    | 8,09    | 7,93    | ×       | 8,07    | 8,07    |
| 5 | 7,99  | Проктор, Джерриen | Redlands |         |         |         |         |         |         |
| 6 | 7,98  | Хопкинс, Гэйлen   | Unat     |         |         |         |         |         |         |
| 7 | 7,76  | Чифтон, Томen     | Knox TC  |         |         |         |         |         |         |
| 8 | 7,72  | Уитли, Стэнen     | Kansas   |         |         |         |         |         |         |
| 9 | 7,39  | Миллер, Биллen    | Unat     |         |         |         |         |         |         |